# Prosopium
Prosopium – rodzaj ryb z rodziny łososiowatych (Salmonidae).

## Klasyfikacja
Gatunki zaliczane do tego rodzaju:
- Prosopium abyssicola
- Prosopium coulterii
- Prosopium cylindraceum – koniek[3], wałek[3]
- Prosopium gemmifer
- Prosopium spilonotus
- Prosopium williamsoni

Gatunkiem typowym jest Coregonus quadrilateralis (=Prosopium cylindraceum).

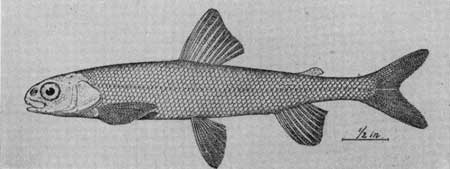
Prosopium coulterii
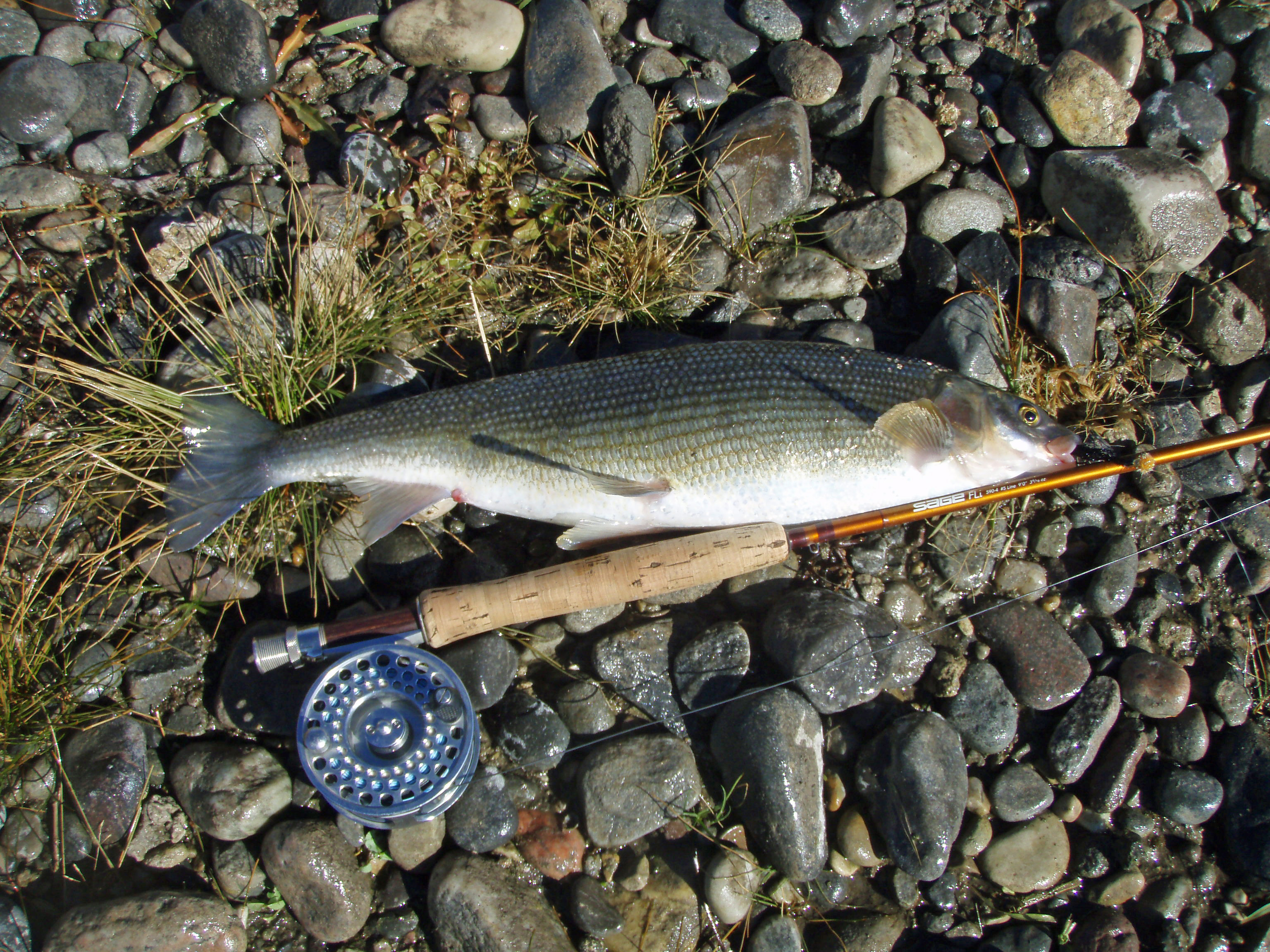
Prosopium williamsoni